# Machairophyllum baxteri
Machairophyllum baxteri är en isörtsväxtart som beskrevs av L. Bol. Machairophyllum baxteri ingår i släktet Machairophyllum och familjen isörtsväxter. Inga underarter finns listade i Catalogue of Life.